# Le Fantôme de Don Carlos
Le Fantôme de Don Carlos est une nouvelle fantastique de Michel Tremblay parue en 1966 dans Contes pour buveurs attardés.

## Résumé
C'est l'histoire d'un jeune garçon, le neveu d'un spirite défunt, à la main du fantôme de Don Carlos, Une femme du nom d'Isabelle Del Mancio veut absolument voir le fantôme de Don Carlos. Ivan, l'oncle du jeune garçon va donc faire voir le fantôme à cette femme, mais ça ne se déroule pas comme prévu.

## Situation dans l'œuvre de l'auteur
Avant d'être reconnu comme auteur dramatique et avant d'entreprendre le cycle romanesque des Chroniques du Plateau Mont-Royal, Michel Tremblay a écrit plusieurs nouvelles fantastiques, notamment Circé et Le Pendu.